# Лаевская, Анна Сергеевна
Анна Сергеевна Лаевская (исп. Ana Layevska; род. 10 января 1982, Киев, УССР, СССР) — мексиканская актриса

 и фолк-певица советского происхождения, известная ролями в таких фильмах и телесериалах, как «Однажды у нас вырастут крылья», «Моё сердце бьётся для Лолы Вулкан», «Мачеха». Актриса и певица владеет русским, испанским и английским языками.

## Биография
Родилась 10 января 1982 года в Киеве. В 1987 году она вместе с родителями перебралась в Москву. Ее родители — советские актёры Сергей Лаевский и Инна Расцветаева переехали в Мексику, когда Анне было всего 9 лет, так как ее отца направили в командировку. Позже маленькая девочка решила пойти по стопам родителей.
Она впервые снялась в мексиканском кинематографе в 1997 году, в роли русской скрипачки в сериале «Однажды у нас вырастут крылья».
Стала известна благодаря ролям в телесериалах мексиканской телекомпании Televisa: «Бесценная», «Цыганская любовь», «Два лица Анны» (российский перевод — «Два лица страсти»), «Мачеха» и другие. В 2010 году она начала работу в американской телекомпании Telemundo, сыграв близнецов Калканьо в сериале «Призрак Элены». Также она приняла участие в съёмках пилотного трейлера к сериалу «Упавшие с Небес». В 2011 году актриса продолжила работу с Telemundo, вернувшись на экраны в сериале «Моё сердце бьётся для Лолы Вулкан».

## Личная жизнь
Была замужем за Рафаэлем Амайа. Позже вышла замуж за актера Родриго Морейра. 14 декабря 2017 года у пары родилась дочь Маша. 30 марта 2020 года родился сын Сантьяго.

## Фильмография
| Год       |   | Русское название              | Оригинальное название            | Роль                                 |
| --------- | - | ----------------------------- | -------------------------------- | ------------------------------------ |
| 1997      | с | Однажды у нас вырастут крылья | Alguna vez tendremos alas        | юная скрипачка                       |
| 1998      | с |                               | Preciosa                         |                                      |
| 1999      | с | Цыганская любовь              | Amor gitano                      | Мариа                                |
| 2000      | с |                               | Cuento de Navidad                |                                      |
| 2000—2001 | с |                               | Primer amor                      | Марина Камарго                       |
| 2001      | с |                               | El juego de la vida              | Паулино де ла Мора                   |
| 2001      | с |                               | In The Times of Butterflies      | Лина                                 |
| 2001      | с |                               | Primer amor... Tres años después | Марина Камарго                       |
| 2003      | с |                               | Clap... el lugar de tus sueños   | Валентина                            |
| 2005      | с | Мачеха                        | La madrastra                     | Эстрелла                             |
| 2006      | с | Два лица страсти              | Las dos caras de Ana             | Ана Эскудеро                         |
| 2006      | с |                               | Cansada de besar sapos           | Анди                                 |
| 2008      | с |                               | Querida enemiga                  | Лорена де ла Крус/Лорена де Миндиола |
| 2008      | с |                               | Casi divas                       | Химена                               |
| 2009      | с |                               | Verano de amor                   | Валериа                              |
| 2009      | с |                               | Mujeres asesinas                 | Клара                                |
| 2010      | с |                               | Tiempo final                     | Адриана                              |
| 2010      | с | Призрак Элены                 | El fantasma de Elena             | Элена Кальканьо                      |
| 2011      | с |                               | Mi corazón insiste               | Дебора                               |
| 2012      | с | Опасные связи                 | Relaciones Peligrosas            | Патрисия                             |
| 2014      | ф | Кантинфлас                    | Cantinflas                       | Мирослава Штерн                      |

## Награды
Премия TVyNovelas
| Год  | Номинация                                              | Сериал           | Результат |
| ---- | ------------------------------------------------------ | ---------------- | --------- |
| 2017 | Лучшей злодейке                                        | Sin rastro de ti | номинация |
| 2007 | Лучшей ведущей актрисе                                 | Два лица страсти | номинация |
| 2006 | Лучшей молодой актрисе                                 | Мачеха           | номинация |
| 2001 | Лучшему женскому открытию                              | Primer amor      | победа    |
| 2001 | Специальная премия: Лучший поцелуй (с Валентино Ланус) | Primer amor      | победа    |